# Монтемарчіано
Монтемарчіано (італ. Montemarciano) — муніципалітет в Італії, у регіоні Марке,  провінція Анкона.
Монтемарчіано розташоване на відстані близько 210 км на північ від Рима, 17 км на захід від Анкони.
Населення — 10 029 осіб (2014).
Щорічний фестиваль відбувається 2 травня. Покровитель — San Macario.

## Демографія
Населення за роками:

Станом на 1 січня 2023 року в муніципалітеті офіційно проживало 667 іноземців з 57 країн, серед них 219 громадян країн Євросоюзу та 32 громадяни України.

## Сусідні муніципалітети
- К'яравалле
- Фальконара-Мариттіма
- Монте-Сан-Віто
- Сенігаллія

## Міста-побратими
- Сінь, Хорватія
- Кенсі-су-Сенар, Франція
- Хьохенкірхен-Зігертсбрунн, Німеччина